# 中岗街道
中岗街道是中华人民共和国吉林省通化市柳河县下辖的一个街道办事处。

## 行政区划
中岗街道下辖以下村级行政区划单位：
胜利社区、英利社区、新立社区、东方红村、太阳升村和太平村。